# José Antonio Lozano Teruel
José Antonio Lozano Teruel (17 de febrero de 1939, Moratalla, Murcia) es un científico, catedrático de bioquímica y biología Molecular. Fue rector de la Universidad de Murcia durante el periodo 1980-1984.

## Reseña biográfica
Obtuvo la licenciatura de Ciencias Químicas, en 1962, en la Universidad de Murcia, con la calificación de Premio extraordinario. Con una beca de la Fundación Juan March de Investigación Técnica, realizó su tesis doctoral sobre "Enzimas responsables de los pardeamientos de frutos", en 1965 (sobresaliente cum laude). Durante el curso 1969-1970 realizó una estancia postdoctoral investigadora en la School of Molecular Sciences de la Universidad de Coventry (Reino Unido). 
Durante toda su vida profesional, desde 1962, hasta su jubilación, en el año 2009, ha desempeñado diversos cargos académicos. En el año 1970 obtuvo la plaza de profesor agregado de Bioquímica de la Universidad de La Laguna. En el año 1971 la cátedra de bioquímica de la facultad de medicina de la Universidad de Murcia, donde fue fundador y director del Instituto Universitario de Bioquímica Clínica (1975-1992), vicedecano de la Facultad de Medicina (1974-75), vicerrector (1975-1980), rector (1980-1984) y decano de la Facultad de Medicina (1990-1992).
En diferentes etapas ha desempeñado distintos cargos científicos: 
- Académico y vicepresidente de la Real Academia de Medicina de Murcia.
- Académico de la Academia de Ciencias de la Región de Murcia.
- Vocal de la directiva de la Sociedad Española de Bioquímica.
- Miembro del Executive Council de la European Pigment Cell Research.
- Editor asociado de la revista Pigment Cell Research.
- Miembro del comité editorial de la revista Melanoma Research.
- Miembro de la Comisión de Enfermedades Metabólicas Congénitas de la SEQC.
- Miembro de honor del consejo de la International Federation of Pigment Cell Societies (IFPCS).

Está casado con María Dolores Almela Ruiz y tienen tres hijos:  José Antonio, Marisa y Elena.

## Docencia e investigación
Iniciador de la actividad docente e investigadora en Bioquímica y Biología Molecular en las Universidades de Murcia y La Laguna. De su escuela proceden varias decenas de catedráticos y profesores titulares de Bioquímica y Biología Molecular, que han desarrollado sus propios equipos investigadores. Impulsor de diversas innovaciones docentes, que dieron lugar a publicaciones en revistas internacionales (Biochemical Education), premio internacional CREI de oro, concedido por un proyecto global de investigación informativa educativa universitaria (1983), Primer Premio de Educación Científica Millipore (1986) y la publicación de 10 capítulos de libros y de tres libros, Preguntas y respuestas de Bioquímica (McGraw Hill,1997), Prácticas de Bioquímica: experimentación y simulación (Editorial Síntesis,1988) y la coordinación y dirección de Bioquímica para Ciencias de la Salud (Tres ediciones, editorial McGraw Hill Interamericana).
Dentro de los diversos campos de investigación en los que ha intervenido destaca la melanogénesis, con más de 150 investigaciones publicadas en revistas indexadas , con colaboraciones y publicaciones conjuntas con varios grupos relevantes en este campo de Estados Unidos, Italia, Bélgica, Japón y Alemania y aportaciones aceptadas incluso en libros de texto. Director de 15 tesis doctorales. Presidente del VI Workshop on Melanin Pigmentation (Murcia, 1976), donde se acordó la creación de la European Pigment Cell Society (EPCS), organizador y presidente de diversos congresos e las sociedades de Bioquímica y Biología Molecular, de Bioquímica Clínica y de Biotecnología celebrados en Murcia (1979, 2007, 1990) y presidente de sesiones en congresos internacionales de la EPCS y de la IFPCS.
Evaluador de proyectos científicos para distintas instituciones: Gobierno de Canarias, comunidad autónoma de la Región de Murcia, DGICYT, FIS, ANEP, Academia Internacional del 3.º mundo, y la Fundación Ramón Areces. Miembro del jurado, en varias ocasiones, en la concesión del premio Holanda para jóvenes investigadores de Philips y jurado de los Premios Jaime I de Investigación en Medio Ambiente y en Medicina Clínica.
En actividades relacionadas con la sanidad, creó y dirigió, desde 1975, hasta su inclusión, en 1992, como Servicio de la Consejería de Sanidad, el Instituto de Bioquímica y Genética Clínica, para el diagnóstico-asistencial en metabolopatías, prevención de la subnormalidad, citogenética, genética molecular del cromosoma X frágil, de la fibrosis cística, etc. También fue el iniciador y primer director de la Unidad Mixta de Investigación Insalud - Hospitales Universitarios - Facultad de Medicina.
Coautor de tres patentes, en colaboración con distintas empresas:
- Use of compounds derived from 2,3-dehydronaringenin for the treatment of inflammatory processes and pharmaceutical composition containing said derivatives (Nurtrafur S.A).
- Device and container for irrigation by capillarity (Rido S.L).
- Antifungal activity of a synergic mixture of natural products (Vitalgaia S.L)

## Gestión Universitaria
Completó entre 1980 y 1984 la labor iniciada por su predecesor, el Rector Francisco Sabater, durante cuyo rectorado fue Vicerrector. Durante su mandato se puso en marcha el claustro constituyente, que habría de diseñar los primeros estatutos universitarios plenamente democráticos de la Región de Murcia. Durante esos años se adscriben y crean nuevos centros, creándose al mismo tiempo diversos servicios universitarios. En este periodo el profesorado sobrepasó por primera vez el millar y el número de alumnos rondó los 17.000.

## Divulgación científica
Durante cerca de tres décadas ha realizado variadas tareas de divulgación científica, a través de conferencias, artículos en la prensa, entrevistas en la radio, canal en Internet y redes sociales. Fruto de ello son más de 1000 artículos y 2500 noticias.
- Web de ciencia y salud en La Verdad
- Web divulgativa en la Universidad de Murcia
- Libros divulgativos:
- Ciencia sin barba (1993)
- Ciencia de hoy (1995)
- Sencillamente Ciencia (1997)
- Preguntas con respuesta (1999)
- La ciencia que viene (2000)
- La biomedicina entre los dos milenios (2000)
- Ciencia con esperanza (2002)
- Ciencia del siglo XXI (2004)
- Ciencia o precipicio (2006)
- Clima, crisis, Dios… y ciencia (2009)
- Ciencia contra la crisis (2011)
- Nutrición es con-ciencia (2012)
- Ciencia y política, ¿son incompatibles? (2013)
- Cien relatos científicos que debemos conocer (2015)

## Distinciones
- Hijo predilecto de Moratalla (Murcia,1984)
- Hijo adoptivo de Molina de Segura (Murcia, 2013)
- Presidente del Consejo de Administración del diario La Verdad (1990 - 2013)
- Miembro del Comité científico de la Fundación Centro de Estudios Históricos de Murcia (1994 - actualidad)
- Miembro del Consejo de Administración de CajaMurcia, por designación de los sucesivos Consejos de Gobierno de la comunidad autónoma de Murcia (1988 - 2000)
- Miembro del Patronato de la Fundación CajaMurcia (2000 - 2014)
- Vicepresidente de la Fundación Instituto Euromediterráneo de Hidrotecnia, del Consejo de Europa (2002 - 2005)
- Encomienda de número de la Orden del Mérito Civil
- Gran Pez del Entierro de la Sardina (2006)
- Presidente Honor Asociación Acción Solar (2007 - 2015)
- Presidente de la Fundación Estudios Médicos de Molina de Segura (2010 - 2018)
- Premio Dr. Francisco Guirado de Sanidad (2013)
- Premio de Divulgación Científica ADC Murcia (2017)